# اوچی گاری
اوچی گاری (به ژاپنی: [] Error: {{Lang}}: فاقد متن (راهنما))-(به انگلیسی: Ōuchi gari) یکی از فنون و تکنیک‌های دستهٔ ناگه-وازا رشتهٔ ورزشی جودو است که در زیردستهٔ آشی-وازا دسته‌بندی می‌شود. هدف از این تکنیک، واردآوردن فشار و درگیرکردن پاهای حریف است.